# Sepulcrum
Sepulcrum (lateinisch für Grab, von sepelio ‚Ruhestätte‘) bezeichnet die römische Grabstätte, das Grabmal, die Gruft, auch den Ort, an dem ein Leichnam verbrannt wird (Scheiterhaufen). Da es in Rom nicht unüblich war, bereits zu Lebzeiten ein Grab zu errichten (Leergrab), sprach man insoweit vom monumentum. Sepulcra standen seit dem Zwölftafelgesetz unter besonderem Schutz.
Davon abgeleitet, bezeichnet es den christlichen Begräbnisplatz, ein Begräbnis oder ein Grabmal (Kenotaph).
Es werden damit auch die Inschriften auf einem Gedenkstein bezeichnet. In der vorchristlichen Zeit wurde der Begriff für eine Leichenstätte, also einen Ort, an dem die Leichen verbrannt wurden, verwendet. Darüber hinaus wird das Gefäß bzw. die Aushöhlung, in der die Knochen und menschlichen Überreste von Heiligen und Märtyrer in einem Altar eingelassen sind, als Sepulcrum bezeichnet.